# إدموند هانسن (دراج)
إدموند هانسن (بالدنماركية: Edmund Hansen)‏ كان دراج دانمركي. سبق أن شارك في دورة الألعاب الأولمبية الصيفية وفاز بميدالية أولمبية.

## روابط خارجية
- إدموند هانسن على موقع أرشيف الدراجات (الإنجليزية)
- إدموند هانسن على موقع اللجنة الأولمبية الدولية (الإنجليزية)
- إدموند هانسن على موقع أوليمبيديا (الإنجليزية)
- إدموند هانسن  على موقع SportsReference  - سبورتس رفرنس